# Joseph Amenowode
Joseph Zaphenat Amenowode (* in Accra) ist ein ghanaischer Politiker. Er ist Mitglied der NDC und aktueller Regionalminister der Volta Region unter Präsident John Atta-Mills. Außerdem ist er Mitglied des ghanaischen Parlaments.
Amenowode ist Christ, verheiratet und hat sieben Kinder.